# Südliche Blumberger Damm-Brücke
Die Südliche Blumberger Damm-Brücke ist eine 1987 eröffnete Straßenbrücke im Berliner Ortsteil Biesdorf, die im Bezirk Marzahn-Hellersdorf den Blumberger Damm über die Ostbahn führt. In den 2020er Jahren wird sie komplett erneuert.

## Beschreibung
Die Südliche Blumberger Damm-Brücke stammt aus dem Jahr 1987, ihre Tragelemente überspannen die Altentreptower Straße und den Frankenholzer Weg und sie führt die namensgebende Straße über die Gleisanlagen der Deutsche Bahn AG mit zwei S-Bahn-Gleisen und einem Fernbahngleis. Parallel zu den Gleisanlagen verlaufen der Wuhlgartenweg und auf der anderen Seite zwei Fernwärmeleitungen (Rohrbrücke). Wegen des schlechten Zustands des Brückenbauwerks hat der Senat einen Ersatzneubau beschlossen, die Arbeiten begannen im Jahr 2019 mit der Umverlegung der Fernwärmeleitung von Vattenfall. Die Erneuerung der Brückenbauteile erfolgt ab Februar 2021 und dauern noch an (Februar 2025). Während der gesamten Bauzeit konnte der Verkehr aufrechterhalten werden.
Die neue Brücke wird standardgerechte Fahrradwege, beidseitig Fußwege und eine vierstreifige Fahrbahn aufweisen und stützenfrei sein. An beidseitige Rampen zwischen Wuhlgartenweg und Brücke sowie eine Treppe wurde ebenfalls gedacht.

## Technische Daten (Auswahl)
- Brückenlänge: 35,90 m
- Breite: Breite zwischen den Geländern 23,92 m

Gesamtbreite 24,54 m -> in zwei Teilen zu je 12,25 m
Die Tragelemente sind vorgespannte Doppelverbundträger.
Bauzeit: 1987; Kompletterneuerung 2021–2025